# Ô Chợ Dừa (phường)
Ô Chợ Dừa là một phường nội thành nằm ở trung tâm thành phố Hà Nội, Việt Nam.

## Vị trí địa lý
Phường Ô Chợ Dừa có vị trí địa lý: 
- Phía Bắc giáp phường Ba Đình với ranh giới là phố Nguyễn Thái Học
- Phía Tây giáp phường Giảng Võ với ranh giới là phố Giảng Võ
- Phía Nam giáp phường Đống Đa với ranh giới là đường Xã Đàn - phố Hoàng Cầu - phố Thái Hà)
- Phía Đông giáp phường Văn Miếu - Quốc Tử Giám với ranh giới là phố Tôn Đức Thắng

## Lịch sử
Phường Ô Chợ Dừa được thành lập vào năm 1961 với tên gọi là tiểu khu Ô Chợ Dừa thuộc khu phố Đống Đa.
Ngày 3 tháng 1 tháng 1981, đổi tất cả tiểu khu thành phường, khu phố thành quận. Lúc này, phường Ô Chợ Dừa thuộc quận Đống Đa.
Ngày 16 tháng 6 năm 2025, Ủy ban Thường vụ Quốc hội ban hành Nghị quyết số 1656/NQ-UBTVQH15 trong đó về việc sắp xếp toàn bộ diện tích tự nhiên, quy mô dân số của các phường Cát Linh, Ô Chợ Dừa (quận Đống Đa cũ), một phần của các phường Văn Miếu - Quốc Tử Giám, Hàng Bột, Trung Liệt (quận Đống Đa cũ), một phần của các phường Thành Công và Điện Biên (quận Ba Đình cũ) thành phường mới có tên gọi là phường Ô Chợ Dừa.